# イジャスラフ・ウラジミロヴィチ (ムーロム公)
イジャスラフ・ウラジミロヴィチ（ロシア語: Изяслав Владимирович、1077/8年  - 1096年9月6日）は、キエフ大公ウラジーミル・モノマフとギータとの間に生まれた二番目の子である。クルスク公（在位：? - 1095年）。ムーロム公（在位：1095年 - 1096年）。

## 生涯
1094年、イジャスラフの父のモノマフはチェルニゴフのオレグを攻めた。イジャスラフは1095年に、クルスクからオレグの所有していたムーロムへと移った。
チェルニゴフからオレグを追放した後、モノマフとスヴャトポルク2世は、キエフとペレヤスラヴリをポロヴェツ族に襲撃されたが、1096年のトルベジュ川の戦いでポロヴェツ族のハン・トゥゴルカンに決定的な打撃を与え、ルーシへのポロヴェツ族の進入を止めることに成功した。一方、この機にオレグはスモレンスクで軍勢を集め、ムーロムへと進軍すると、オレグが世襲領地権(ru)を持つモノマフ領のロストフとスーズダリから退くことをイジャスラフに要求した。イジャスラフはロストフ・スーズダリ・ベロオゼロから、ムーロム防衛のための軍勢を集めて戦いに臨んだが、ムーロム近郊での戦闘で死亡した。イジャスラフの妻子に関する記録は残されていない。
なお、戦闘に勝利したオレグはムーロム・ロストフ・スーズダリを占領したが、ムスチスラフとヴャチェスラフ（共にモノマフの子であり、オレグ同様ロストフとスーズダリを世襲領地とする権利を有した。）を長とするノヴゴロド・ペレヤスラヴリ・ポロヴェツの軍の攻撃を受けた。オレグは撤退と講和を余儀なくされた。最終的には、この領土をめぐる紛争は、1097年のリューベチ諸公会議において、ロストフとスーズダリはモノマフの領土、ムーロムはオレグの領土とすることが承認された。